# Kees Pellenaars
Cornelis Petrus "Kees" Pellenaars, (Terheijden, Drimmelen, 10 de maig de 1913 - Breda, 30 de gener de 1988) fou un ciclista neerlandès, que competí professionalment entre 1935 i 1950. Va destacar tant en ciclisme en ruta com en la pista. El 1934 es proclamà Campió del món en ruta amateur.
Un cop retirat, va dedicar-se a la direcció de diferents equips i va tenir sota les seves ordres ciclistes com Wim van Est, Gerrit Voorting o Wout Wagtmans.

## Palmarès en ruta
- 1934
  -  Campió del món amateur
- 1936
  -  Campió dels Països Baixos en ruta
- 1949
  - Vencedor de 2 etapes a la Volta als Països Baixos

## Palmarès en pista
- 1936
  - 1r als Sis dies de París (amb Adolf Schön)
- 1937
  - 1r als Sis dies de Copenhaguen (amb Frans Slaats)
- 1938
  - 1r als Sis dies de Gant (amb Frans Slaats)
- 1939
  - 1r als Sis dies de Brussel·les (amb Frans Slaats)